# Сам себе банда
Джордж Грей (англ. George Gray, род. 12 февраля 1960, Спартанберг, Южная Каролина) — американский рестлер, более известный под своим именем Сам себе банда (англ. One Man Gang). Также в течение двух лет в World Wrestling Federation (WWF) он выступал под именем Аким (англ. Akeem). До этого он был главным хилом Universal Wrestling Federation (UWF) и чемпионом UWF в тяжелом весе в течение шести месяцев в 1986 и 1987 годах.

## Титулы и достижения
- Bad Boys of Wrestling
  - Чемпион BBOW в тяжёлом весе (1 раз)[1]
- Championship Wrestling from Florida
  - Чемпионат латунных кулаков NWA (Флоридская версия) (1 раз)[2]
  - Командный чемпион Соединённых Штатов NWA (Флоридская версия) (1 раз) — с Роном Бассом[3]

- Deep South Wrestling
  - Хардкорный чемпион DSW (1 раз)[1]

- i-Generation Superstars of Wrestling
  - Австралазийский чемпион i-Generation Wrestling (2 раза)

- Mid-Atlantic Championship Wrestling
  - Командный чемпион NWA Mid-Atlantic (1 раз) — с Келли Киниски[4]

- Universal Wrestling Federation
  - Чемпион мира UWF в тяжёлом весе (1 раз)[5]

- World Championship Wrestling
  - Чемпион Соединённых Штатов WCW в тяжёлом весе (1 раз)[6][7][8]

- World Class Championship Wrestling
  - Командный чемпион мира NWA в матчах шести человек (Техасская версия) (1 раз) — с Убийцей Тимом Бруксом и Марком Льюином[9]

- World Wrestling Council
  - Хардкорный чемпион WWC (2 раза)[10]

- World Wrestling Federation
  - «Королевская битва» 12-ти человек (1987)
  - Slammy (1 раз)
    - Лучшая группа (1987)

### Luchas de Apuestas
| Победитель           | Проигравший              | Место             | Шоу                                       | Дата            | Прим.  |
| -------------------- | ------------------------ | ----------------- | ----------------------------------------- | --------------- | ------ |
| Эль-Гиганте (волосы) | Сам себе банда (карьера) | Атланта, Джорджия | Домашнее шоу тура WCW Great American Bash | 25 августа 1991 | [ 11 ] |